# Paisagem Mineira da Cornualha e de Devon Ocidental
A Paisagem Mineira da Cornualha e de Devon Ocidental é um local inscrito como Patrimônio Mundial da UNESCO, localizado no sudoeste do Reino Unido.

## Áreas
As áreas que fazem parte da lista inclusa na UNESCO são:
- A1 - Distrito Mineiro de St. Just
- A2 - Porto de Hayle
- A3i - Distritos Mineiros de Tregonning e Gwinear
- A3ii - Trewavas
- A4 - Distrito Mineiro de Wendron
- A5i - Distritos Mineiros de Camborne e Redruth
- A5ii - Wheal Peevor
- A5iii - Baía de Portreath
- A6i - Distrito Mineiro de Gwennap
- A6ii - Perran Foundry
- A6iii - Vale Kennall
- A7 - Distrito Mineiro de St Agnes
- A8i - Vale Luxulyan
- A8ii - Charlestown
- A9 - Distrito Mineiro de Caradon
- A10i - Vale Tamar
- A10ii - Tavistock